# Elisabeth Volkenrath
Elisabeth Volkenrath (ur. 5 września 1919 w Schönau, zm. 13 grudnia 1945 w Hameln) – nadzorczyni SS (SS-Aufseherin) w hitlerowskich obozach koncentracyjnych i zbrodniarka wojenna.

## Życiorys
Od 1 grudnia 1942 była członkinią personelu pomocniczego SS (Hilfspersonal der SS). Przeszkolenie na stanowisko SS-Aufseherin odbyła w obozie w Ravensbrück pod okiem Dorothei Binz. Od marca 1942 roku służyła w kompleksie obozowym Auschwitz, a następnie w grudniu 1942 roku skierowana została na służbę do obozu w Birkenau, gdzie brała udział w licznych selekcjach więźniów, ich biciu i poniżaniu. W listopadzie 1944 awansowała na stanowisko głównej nadzorczyni (Oberaufsehrerin) obozu. W tym czasie jej rozkazom podlegało kilkanaście strażniczek oraz kilkudziesięciu kapo. Nadzorowała przynajmniej trzy egzekucje przez powieszenie. W związku z ewakuacją opuściła obóz 18 stycznia 1945, a 5 lutego 1945 objęła stanowisko strażniczki w obozie Bergen-Belsen.
Po wyzwoleniu Bergen-Belsen,15 kwietnia 1945, została aresztowana przez Brytyjczyków i zesłana do więzienia. W stan oskarżenia, m.in. wraz z Johanną Bormann i Irmą Grese, postawiono ją podczas pierwszego procesu Bergen-Belsen. Elisabeth Volkenrath została skazana przez brytyjski Trybunał Wojskowy w Lüneburgu na śmierć przez powieszenie. 13 grudnia 1945 o godzinie 10:03 w więzieniu w Hameln wyrok wykonał kat, Albert Pierrepoint.